# Louisine Havemeyer

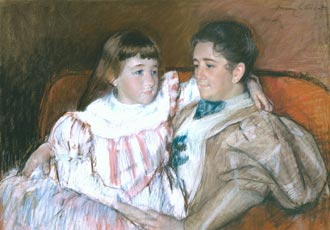
Louisine Havemeyer y su hija Electra, 1895 pastel sobre papel por Mary Cassatt. Colección del Museo Shelburne.

Louisine Waldron Grande Havemeyer (Nueva York, 28 de julio de 1855-Ibidem, 6 de enero de 1929) fue una coleccionista de arte, sufragista, y filántropa estadounidense. Además de ser mecenas del arte impresionista, fue una de las colaboradoras más prominentes del movimiento del sufragio femenino en los Estados Unidos. El pintor impresionista Edgar Degas y la feminista Alice Paul fueron algunos de los artistas a los que apoyó.

## Biografía
Havemeyer nació en la ciudad de Nueva York, hija del comerciante George W. Mayor (1831–1873) y su mujer Matilda Adelaide Waldron (1834–1907). Fue la segunda de cuatro hermanos: Anne Eliza Elder, más tarde señora de Henry Norcross Munn (1853–1917), Adaline Deliverance Mapes Elder, más tarde señora de Samuel Twyford Peters (1859–1943), y su hermano George Waldron Elder (1860–1916).

### Su vida en París
Poco después de la muerte de su padre Louise, su madre y hermanos viajaron a Europa para una estancia de tres años en mayo de 1873 a bordo el S.S. Calabria, acompañados por su familia extensa, su tía Amanda McCready y familia, y su prima Mary Mapes Dodge editora de la revista St. Nicholas Magazine y autora de Hans Brinker o los patines de plata. La hermana de Mary Mapes Dodge, Sophie Mapes Tolles vivía en París con su amiga Emily Sartain, estudiaba arte en el taller del pintor Evariste Luminais y se alojaba en el internado de Mme. Delsarte, la viuda de François Delsarte, famoso profesor del arte de la expresión. Havemeyer y su hermana Addie se unieron a ellas en el internado y fue allí donde Emily Sartain le presentó a Mary Cassatt. Su amiga de Filadelfia, Cassatt y Sartain habían estudiado juntas en la Pennsylvania Academy of the Fine Arts en la década de 1860 y viajaron a Europa juntas en el otoño de 1871. Durante este tiempo, Mary Cassatt tomó a Havemeyer bajo su ala, convirtiéndose en su mentora y animándola a realizar su primera adquisición de arte, un pastel de Edgar Degas. Después de que Havemeyer se casará con Henry O. Havemeyer, Cassatt se convirtió en consejera de la familia Havemeyer ayudándoles a construir su fondo de arte y facilitando la relación laboral que tendrían con los artistas impresionistas, incluyendo Edgar Degas, Edouard Manet, Camille Pissarro y Claude Monet. Una amistad de por vida se desarrolló entre Havemeyer y Cassatt, quién más tarde hizo varios pasteles de Havemeyer y sus hijos.

### Colección de arte
Junto con su marido, Havemeyer construiría quizás la mejor colección de arte de Estados Unidos. Su mansión de tres pisos en la Quinta Avenida con la calle 66.ª en Nueva York estuvo llena de los mejores ejemplos posibles de obras de Manet, El Greco, Rembrandt, y Corot. La casa fue decorada en 1889-1890 por Louis Confort Tiffany y Samuel Colman, quienes la convirtieron en un elegante lugar de exhibición para las variadas e importantes colecciones de sus patrocinadores. Henry Clay Frick, J. P. Morgan, e Isabella Stewart Gardner estuvieron entre los coleccionistas con los que el señor y la señora Havemeyer habrían competido.

### Vida familiar
El 22 de agosto de 1883, una década después de la muerte de su padre, se casó con Henry O. Havemeyer de la American Sugar Refining Company (con anterioridad a su matrimonio con Louisine, Henry había estado casado con la tía de Louisine, Mary Louise Elder (1847–1897), pero el matrimonio terminó en divorcio.) 
Tuvieron dos hijas y un hijo: 
- Adaline Havemeyer, casada con Peter H. B. Frelinghuysen — (1884–1963)
- Horace Havemeyer — (1886–1956)
- Electra Havemeyer, casada con James Watson Webb — (1888–1960)

## Legado
Además de su posición como una de las primeras e importantes coleccionistas de arte impresionista, Louisine Havemeyer fue una defensora de los derechos de las mujeres.

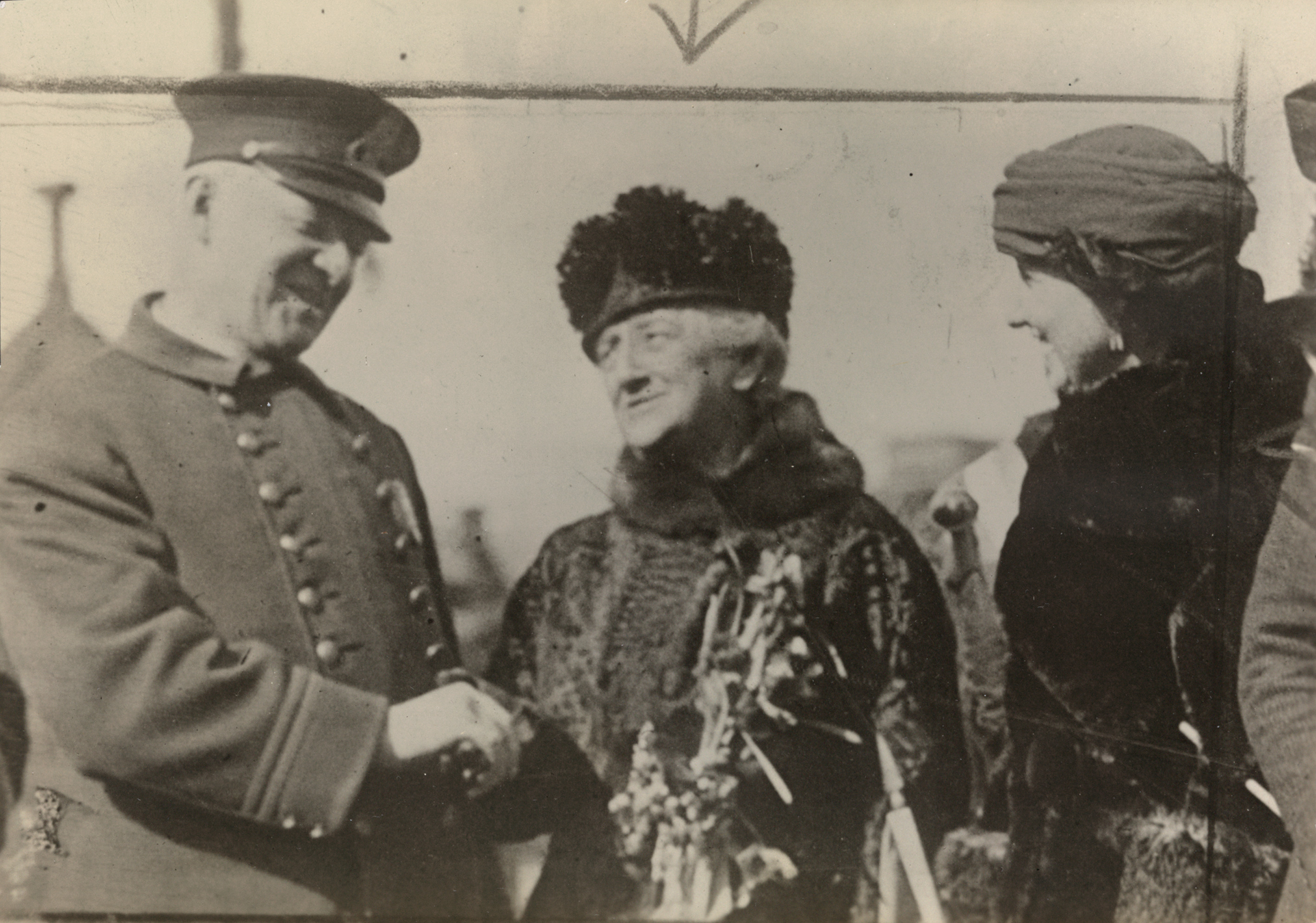
Un policía en Syracuse dando la bienvenida a Louisine Havemeyer a su llegada de la Prisión Especial en 1919.

### Activista por el sufragio femenino
Después de la muerte de su marido en 1907, Havemeyer centró su atención en el movimiento por el sufragio femenino. En 1912 dejó su colección artística a la galería Knoedler en Nueva York para recaudar dinero para la causa. En 1913, fundó el partido Nacional de la Mujer con la sufragista radical Alice Paul. Esta organización surgió del Congressional Union for Woman Suffrage. En 1915 repitió la exposición de arte para recaudar dinero en Knoedler. Con el respaldo financiero de la señora Havemeyer y otros como ella, Paul lanzó una serie de protestas cada vez más conflictivas y violentas por el derecho al voto. Los esfuerzos más famosos de Paul fueron el Desfile Nacional del Sufragio de 1913 que provocó un motín en la víspera de la primera toma de posesión del presidente Woodrow Wilson y, como miembro de las Centinelas Silenciosas, el piquete de la Casa Blanca en tiempos de guerra. Durante este último, Paul usó partes de los discursos del presidente que anunciaban la defensa de la democracia en Europa que ella contrastó magistralmente con la negación de la libertad a las mujeres estadounidenses. Cuando fue encarcelada por obstruir el tráfico en 1917, hizo una huelga de hambre, lo que ejerció una tremenda presión sobre el Congreso y la Administración de Wilson. La Decimonovena Enmienda que extendió el derecho al voto a las mujeres, debatida por el Congreso, obtuvo los 2/3 de los votos necesarios en 1919, se envió a los estados para su ratificación y obtuvo los 3/4 de los estados necesarios que la ratificaron en 1920. Havemeyer se convirtió en una sufragista reconocida, publicando dos artículos sobre su trabajo por la causa en Scribner's Magazine. El primero, titulado "The Prison Special: Memories of a Militant", apareció en mayo de 1922, y el otro, "The Suffrage Torch: Memories of a Militant" apareció en junio del mismo año. En 1912 y 1915, Havemeyer organizó exposiciones de obras de arte de su colección en la galería Knoedler para recaudar fondos para apoyar los esfuerzos del sufragio. Participó en marchas, para consternación de sus hijos, por la famosa Quinta Avenida de Nueva York y se dirigió a una audiencia a pie en el Carnegie Hall tras la finalización de una gira de conferencias a nivel nacional. Una famosa fotografía de la señora Havemeyer la muestra con una antorcha eléctrica, similar en diseño a la de la Estatua de la Libertad, entre otras sufragistas prominentes. Su intento de quemar una efigie del presidente Wilson frente a la Casa Blanca en 1919 llamó la atención nacional.
Havemeyer murió en 1929 después de un periodo de mala salud y fue enterrada en el Cementerio de Green-Wood en Brooklyn, Nueva York. Los términos de su testamento dejaron algunas pinturas selectas para el Museo Metropolitano de Arte en la ciudad de Nueva York. El legado final, que fue posible gracias a la generosidad de sus hijos, incluyó casi dos mil obras que enriquecen casi todos los segmentos de las colecciones del museo. Mucha piezas de Tiffany de su casa de la Quinta Avenida, incluyen una magnífica decoración de pavo real para una repisa de chimenea y un candelabro que están en exhibición permanente en el Museo de Arte de la Universidad de Míchigan. Una parte del conjunto de sus muebles de la Sala de Música está a la vista en el Museo Shelburne.

### Legado familiar
Sus hijas continuarían constribuyendo al legado de su familia como coleccionistas de arte. Su hija Electra Havemeyer Webb coleccionó pinturas y esculturas finas y populares estadounidenses que ayudaron a fundar el Museo Shelburne. El museo exhibe una "colección de colecciones" con buenos ejemplos de los primeros hogares y edificios públicos estadounidenses; una tienda general, una casa de reuniones, una cabaña de troncos e incluso un barco de vapor salpican los terrenos. Su bisnieto, John Wilmerding, es un conocido profesor de arte, coleccionista y conservador, y es más conocido como un prolífico autor de libros sobre arte estadounidense. Su hija Adeline y su hijo Horace Havemeyer, y Horace Havemeyer, Jr. legaron varias obras de Vermeer, Goya, Corot, Manet y otros a la Galería Nacional de Arte.

### Las pinturas que legaron al Museo Metropolitano de Arte
| image | title                                                                        | painter                                   | date      | accession number | The Met url |
| ----- | ---------------------------------------------------------------------------- | ----------------------------------------- | --------- | ---------------- | ----------- |
|       | Retrato de Herman Doomer                                                     | Rembrandt                                 | 1640      | 29.100.1         | MET         |
|       | Retrato de anciana                                                           | Jacob Adriaensz Backer                    | 1640s     | 29.100.2         | MET         |
|       | Retrato de hombre, probablemente miembro de la familia Van Beresteyn         | Rembrandt                                 | 1632      | 29.100.3         | MET         |
|       | Retrato de mujer, probablemente miembro de la familia Van Beresteyn          | Rembrandt                                 | 1632      | 29.100.4         | MET         |
|       | Retrato del cardenal Fernando Niño de Guevara                                | El Greco                                  | 1600      | 29.100.5         | MET         |
|       | Vista de Toledo                                                              | El Greco                                  | 1596      | 29.100.6         | MET         |
|       | La visita                                                                    | Pieter de Hooch                           | 1657      | 29.100.7         | MET         |
|       | Retrato de Petrus Scriverius                                                 | Frans Hals                                | 1626      | 29.100.8         | MET         |
|       | Retrato de Anna van der Aar                                                  | Frans Hals                                | 1626      | 29.100.9         | MET         |
|       | Majas al balcón                                                              | Francisco de Goya                         | 1808      | 29.100.10        | MET         |
|       | María Luisa de Parma (1751–1819), reina de España                            | Copia de un Goya                          | 1900s     | 29.100.11        | MET         |
|       | La ciudad en la roca                                                         | Al estilo de Goya                         | 1900s     | 29.100.12        | MET         |
|       | Santa Cecilia                                                                | Abraham van Diepenbeeck                   | 1700s     | 29.100.14        | MET         |
|       | Retrato de hombre                                                            | Hugo van der Goes                         |           | 29.100.15        | MET         |
|       | Retrato de joven con libro                                                   | Bronzino                                  | 1540      | 29.100.16        | MET         |
|       | Madonna con el Niño y dos ángeles                                            | Botticelli                                | 1500s     | 29.100.17        | MET         |
|       | El fuego de Sodoma                                                           | Jean-Baptiste Camille Corot               | 1850s     | 29.100.18        | MET         |
|       | Bacante en el mar                                                            | Jean-Baptiste Camille Corot               | 1860 1865 | 29.100.19        | MET         |
|       | Orfeo y Eurídice                                                             | painting in the manner of Nicolas Poussin |           | 29.100.20        | MET         |
|       | Mercurio y Bato                                                              | Francisque Millet                         |           | 29.100.21        | MET         |
|       | Retrato de hombre                                                            | Corneille de Lyon                         | 1540      | 29.100.22        | MET         |
|       | Joseph-Antoine Moltedo                                                       | Jean Auguste Dominique Ingres             | 1810      | 29.100.23        | MET         |
|       | Retrato de hombre con un rosario                                             | Lucas Cranach el Viejo                    |           | 29.100.24        | MET         |
|       | Bailarinas practicando en la barra                                           | Edgar Degas                               | 1877      | 29.100.34        | MET         |
|       | Woman Having Her Hair Combed                                                 | Edgar Degas                               |           | 29.100.35        | MET         |
|       | Woman Drying Her Foot                                                        | Edgar Degas                               |           | 29.100.36        | MET         |
|       | Woman with a Towel                                                           | Edgar Degas                               |           | 29.100.37        | MET         |
|       | At the Milliner's                                                            | Edgar Degas                               | 1882      | 29.100.38        | MET         |
|       | The Rehearsal Onstage                                                        | Edgar Degas                               | 1874      | 29.100.39        | MET         |
|       | The Artist's Cousin, Probably Mrs. William Bell (Mathilde Musson, 1841–1878) | Edgar Degas                               | 1873      | 29.100.40        | MET         |
|       | Woman Bathing in a Shallow Tub                                               | Edgar Degas                               | 1885      | 29.100.41        | MET         |
|       | Dancers, Pink and Green                                                      | Edgar Degas                               |           | 29.100.42        | MET         |
|       | Sulking                                                                      | Edgar Degas                               |           | 29.100.43        | MET         |
|       | El coleccionista de grabados                                                 | Edgar Degas                               | 1866      | 29.100.44        | MET         |
|       | Madame Théodore Gobillard (Yves Morisot, 1838–1893)                          | Edgar Degas                               | 1869      | 29.100.45        | MET         |
|       | A Woman Ironing                                                              | Edgar Degas                               | 1873      | 29.100.46        | MET         |
|       | Mother and Child (The Oval Mirror)                                           | Mary Cassatt                              |           | 29.100.47        | MET         |
|       | Young Mother Sewing                                                          | Mary Cassatt                              | 1900      | 29.100.48        | MET         |
|       | The Dead Christ with Angels                                                  | Édouard Manet                             | 1864      | 29.100.51        | MET         |
|       | A Matador                                                                    | Édouard Manet                             | 1866 1867 | 29.100.52        | MET         |
|       | Mademoiselle V. . . in the Costume of an Espada                              | Édouard Manet                             | 1862      | 29.100.53        | MET         |
|       | Young man in Mayo costume                                                    | Édouard Manet                             | 1863      | 29.100.54        | MET         |
|       | George Moore (1852–1933)                                                     | Édouard Manet                             |           | 29.100.55        | MET         |
|       | Mademoiselle Isabelle Lemonnier (1857–1926)                                  | Édouard Manet                             |           | 29.100.56        | MET         |
|       | Woman with a Parrot                                                          | Gustave Courbet                           | 1866      | 29.100.57        | MET         |
|       | The Source                                                                   | Gustave Courbet                           | 1862      | 29.100.58        | MET         |
|       | Woman in a Riding Habit (L'Amazone)                                          | Gustave Courbet                           | 1856      | 29.100.59        | MET         |
|       | Nude with Flowering Branch                                                   | Gustave Courbet                           | 1863      | 29.100.60        | MET         |
|       | After the Hunt                                                               | Gustave Courbet                           |           | 29.100.61        | MET         |
|       | The Woman in the Waves                                                       | Gustave Courbet                           | 1868      | 29.100.62        | MET         |
|       | Jo, La Belle Irlandaise                                                      | Gustave Courbet                           |           | 29.100.63        | MET         |
|       | Mont Sainte-Victoire and the Viaduct of the Arc River Valley                 | Paul Cézanne                              | 1882      | 29.100.64        | MET         |
|       | Gustave Boyer (b. 1840) in a Straw Hat                                       | Paul Cézanne                              |           | 29.100.65        | MET         |
|       | Still Life with Jar, Cup, and Apples                                         | Paul Cézanne                              | 1877s     | 29.100.66        | MET         |
|       | The Gulf of Marseilles Seen from L'Estaque                                   | Paul Cézanne                              | 1885      | 29.100.67        | MET         |
|       | Portrait of a Man with a Breastplate and Plumed Hat                          | Rembrandt                                 | 1640s     | 29.100.102       | MET         |
|       | Portrait of a Woman                                                          | Rembrandt Ferdinand Bol Jan Victors       | 1640s     | 29.100.103       | MET         |
|       | Portrait of a Woman                                                          | Francesco Montemezzano                    |           | 29.100.104       | MET         |
|       | Boy with a Greyhound                                                         | Paolo Veronese                            |           | 29.100.105       | MET         |
|       | Chrysanthemums                                                               | Claude Monet                              | 1882      | 29.100.106       | MET         |
|       | Bouquet of Sunflowers                                                        | Claude Monet                              | 1881      | 29.100.107       | MET         |
|       | Ice Floes                                                                    | Claude Monet                              | 1893      | 29.100.108       | MET         |
|       | Haystacks (Effect of Snow and Sun)                                           | Claude Monet                              | 1891      | 29.100.109       | MET         |
|       | The Four Trees                                                               | Claude Monet                              | 1891      | 29.100.110       | MET         |
|       | The Green Wave                                                               | Claude Monet                              |           | 29.100.111       | MET         |
|       | La Grenouillère                                                              | Claude Monet                              | 1869      | 29.100.112       | MET         |
|       | Bridge over a Pond of Water Lilies                                           | Claude Monet                              | 1899      | 29.100.113       | MET         |
|       | Copy after Delacroix's "Bark of Dante"                                       | Édouard Manet                             |           | 29.100.114       | MET         |
|       | Boating                                                                      | Édouard Manet                             | 1874      | 29.100.115       | MET         |
|       | The Allegory of the Sorbonne                                                 | Pierre Puvis de Chavannes                 | 1889      | 29.100.117       | MET         |
|       | Madame de Brayer                                                             | Gustave Courbet                           | 1858      | 29.100.118       | MET         |
|       | Portrait of a Woman, Called Héloïse Abélard                                  | Style of Gustave Courbet                  | 1900s     | 29.100.119       | MET         |
|       | Charles Suisse                                                               | Gustave Courbet                           | 1861      | 29.100.120       | MET         |
|       | Spring Flowers                                                               | Copy after Gustave Courbet                | 1855      | 29.100.121       | MET         |
|       | The Source of the Loue                                                       | Gustave Courbet                           | 1864      | 29.100.122       | MET         |
|       | Apples                                                                       | painting in the style of Gustave Courbet  | 1900s     | 29.100.123       | MET         |
|       | The Young Bather                                                             | Gustave Courbet                           | 1866      | 29.100.124       | MET         |
|       | By the Seashore                                                              | Pierre-Auguste Renoir                     | 1883      | 29.100.125       | MET         |
|       | Bather in the Woods                                                          | Camille Pissarro                          | 1895      | 29.100.126       | MET         |
|       | Dancers in the Rehearsal Room with a Double Bass                             | Edgar Degas                               |           | 29.100.127       | MET         |
|       | A Woman Seated beside a Vase of Flowers                                      | Edgar Degas                               | 1865      | 29.100.128       | MET         |
|       | The Third-Class Carriage                                                     | Honoré Daumier                            | 1862      | 29.100.129       | MET         |
|       | Madame Auguste Cuoq (Mathilde Desportes, 1827–1910)                          | Gustave Courbet                           |           | 29.100.130       | MET         |
|       | Christ Asleep during the Tempest                                             | Eugène Delacroix                          |           | 29.100.131       | MET         |
|       | Alphonse Promayet (1822–1872)                                                | Gustave Courbet                           | 1851      | 29.100.132       | MET         |
|       | Portrait of a Man                                                            | Gaspare Traversi                          | 1800s     | 29.100.179       | MET         |
|       | Narcisa Barañana de Goicoechea                                               | Francisco de Goya y Lucientes             | 1815      | 29.100.180       | MET         |
|       | Joseph-Henri Altès (1826–1895)                                               | Edgar Degas                               | 1868      | 29.100.181       | MET         |
|       | Marie Dihau (1843–1935)                                                      | Edgar Degas                               |           | 29.100.182       | MET         |
|       | Portrait of a Young Woman                                                    | Edgar Degas                               |           | 29.100.183       | MET         |
|       | La clase de danza                                                            | Edgar Degas                               | 1870s     | 29.100.184       | MET         |
|       | Woman on a Sofa                                                              | Edgar Degas                               | 1875      | 29.100.185       | MET         |
|       | Two Dancers                                                                  | Edgar Degas                               | 1873      | 29.100.187       | MET         |
|       | Dancer with a Fan                                                            | Edgar Degas                               |           | 29.100.188       | MET         |
|       | Two Dancers                                                                  | Edgar Degas                               |           | 29.100.189       | MET         |
|       | Bather Stepping into a Tub                                                   | Edgar Degas                               |           | 29.100.190       | MET         |
|       | The Muse: History                                                            | Jean-Baptiste Camille Corot               | 1865      | 29.100.193       | MET         |
|       | Rocks in the Forest                                                          | Paul Cézanne                              |           | 29.100.194       | MET         |
|       | The Experts                                                                  | Alexandre-Gabriel Decamps                 | 1837      | 29.100.196       | MET         |
|       | Anne de Pisseleu (1508–1576), Duchesse d'Étampes                             | Corneille de Lyon                         |           | 29.100.197       | MET         |
|       | Man with a Tankard                                                           | Style of Adriaen van Ostade               | 1700s     | 29.100.198       | MET         |
|       | The Connoisseur                                                              | Honoré Daumier                            | 1862s     | 29.100.200       | MET         |
|       | Portrait of a Man                                                            | Gustave Courbet                           |           | 29.100.201       | MET         |
|       | The Ballet from "Robert le Diable"                                           | Edgar Degas                               | 1871      | 29.100.552       | MET         |
|       | Woman Drying Her Arm                                                         | Edgar Degas                               |           | 29.100.553       | MET         |
|       | Fan Mount: The Ballet                                                        | Edgar Degas                               | 1879      | 29.100.554       | MET         |
|       | Fan Mount: Ballet Girls                                                      | Edgar Degas                               | 1879      | 29.100.555       | MET         |
|       | Russian Dancer                                                               | Edgar Degas                               | 1899      | 29.100.556       | MET         |
|       | Dancer with a Fan                                                            | Edgar Degas                               |           | 29.100.557       | MET         |
|       | Three Dancers Preparing for Class                                            | Edgar Degas                               |           | 29.100.558       | MET         |
|       | Mademoiselle Lucie Delabigne (1859–1910), Called Valtesse de la Bigne        | Édouard Manet                             | 1879      | 29.100.561       | MET         |
|       | Girl Weaving a Garland                                                       | Jean-Baptiste Camille Corot               |           | 29.100.562       | MET         |
|       | Reverie                                                                      | Jean-Baptiste Camille Corot               |           | 29.100.563       | MET         |
|       | Portrait of a Child                                                          | Jean-Baptiste Camille Corot               |           | 29.100.564       | MET         |
|       | Sibylle                                                                      | Jean-Baptiste Camille Corot               | 1870s     | 29.100.565       | MET         |
|       | The Calm Sea                                                                 | Gustave Courbet                           | 1869      | 29.100.566       | MET         |
|       | Bacchante in a Landscape                                                     | Jean-Baptiste Camille Corot               | 1865      | 29.100.598       | MET         |